# C.D.
C.D. – pierwszy album zespołu Kombii, wydany w październiku 2004 roku.
Reprezentuje pop-rock i częściowo nawiązuje do twórczości Kombi sprzed 1991 roku. Zawiera 11 premierowych utworów oraz jeden bonusowy z programu "Muzyka łączy pokolenia". Proponuje melodyjne utwory z pazurkiem gitarowym, zagrane zgodnie z duchem czasu i kilka ballad. Pierwszy singiel płyty to "Sen się spełni" – utwór utrzymany w konwencji popu z elementami gitary elektrycznej Grzegorza Skawińskiego. Został bardzo ciepło przyjęty przez słuchaczy i stał się przebojem. Jeszcze lepszy okazał się drugi singiel: "Pokolenie". Zdobył szczyt list przebojów i uznanie wśród słuchaczy oraz kilka nominacji na festiwalach i galach muzycznych. Jest to utwór pop-rockowy z dominującą grą gitarową Skawy. W stacjach radiowych pojawiły się także piosenki z numerem 3 ("Już ci nie wybaczę") oraz 8 ("Czekam wciąż na cud"). Album okazał się wielkim sukcesem wracającej do korzeni grupy i do września 2006 osiągnął sprzedaż 140 000 egz. co dało status podwójnej platyny.

## Lista utworów
1. "Sen się spełni" – 4:09 (muzyka i słowa: Waldemar Tkaczyk)
2. "Jak dobrze jest kochać" – 4:03 (muzyka i słowa: Grzegorz Skawiński)
3. "Już ci nie wybaczę" – 4:11 (muzyka: Grzegorz Skawiński, słowa: Marek Dutkiewicz)
4. "Obłęd – Szalony czas" – 3:45 (muzyka: Jan Pluta, słowa: Waldemar Tkaczyk)
5. "Podaruj mi siebie" – 4:09 (muzyka: Grzegorz Skawiński, słowa: Waldemar Tkaczyk)
6. "Mantra" – 4:14 (muzyka i słowa: Grzegorz Skawiński)
7. "Wspaniały świat" – 3:47 (muzyka i słowa: Waldemar Tkaczyk)
8. "Czekam wciąż na cud" – 3:50 (muzyka: Grzegorz Skawiński, słowa: Grzegorz Skawiński, Waldemar Tkaczyk, Rafał Paczkowski, Dominik Głydziak)
9. "Krzyk we mgle" – 3:39 (muzyka: Grzegorz Skawiński, Rafał Paczkowski, słowa: Waldemar Tkaczyk)
10. "Pokolenie" – 4:17 (muzyka: Bartosz Wielgosz, słowa: Jacek Cygan)
11. "Nigdy nie poddawaj" – 3:40 (muzyka: Grzegorz Skawiński, słowa: Marek Dutkiewicz)
12. "Skarby" – 3:51 (utwór z programu Muzyka łączy pokolenia; muzyka: Krzysztof Szewczuk [DJ ZEL], słowa: Marcin Piotrowski)

### Edycja kolekcjonerska (CD2)
1. "Słodkiego, miłego życia" (muz. Sławomir Łosowski – sł. Marek Dutkiewicz) – 4:45
2. "Jej wspomnienie" (muz. i sł. Grzegorz Skawiński) – 4:32
3. "Linia życia" (muz. Waldemar Tkaczyk – sł. Marek Dutkiewicz) – 4:13
4. "Black and White" (muz. Grzegorz Skawiński – sł. Jacek Cygan) – 3:26
5. "Gdyby ktoś" (muz. i sł. Grzegorz Skawiński) – 3:46
6. "Jesteś wolny" (muz. Waldemar Tkaczyk – sł. Jerzy Wertenstein-Żuławski) – 4:00
7. "Królowie życia" (muz. Grzegorz Skawiński – sł. Marek Dutkiewicz) – 6:03
8. "Nasze randez vous" (muz. i sł. Waldemar Tkaczyk) – 4:16
9. "Kochać Cię - za późno" (muz. Sławomir Łosowski – sł. Waldemar Tkaczyk) – 4:20
10. "Hotel twoich snów" (muz. Grzegorz Skawiński - sł. Marek Dutkiewicz) – 3:57
11. "Nie ma zysku" (muz. i sł. Waldemar Tkaczyk) – 4:00

## Muzycy
- Grzegorz Skawiński – gitara elektryczna, wokal
- Waldemar Tkaczyk – gitara basowa
- Jan Pluta – perkusja
- Bartosz Wielgosz – instrumenty klawiszowe

oraz
- Rafał Paczkowski – instrumenty klawiszowe, programowanie

## Pozycje na listach
| Lista | Kraj   | Pozycja |
| ----- | ------ | ------- |
| OLiS  | Polska | 2       |